# Contea di Taihe (Jiangxi)
La contea di Taihe (泰和县S, Tàihé XiànP) è una contea della Cina, situata nella provincia di Jiangxi e amministrata dalla prefettura di Ji'an.